# Energetik-BDU Minsk
Maillots
Actualités
Le Futbolny Klub Energetik-BDU Minsk, plus couramment abrégé en FK Energetik-BDU Minsk (en russe : ФК Энергетик-БГУ Минск, et en biélorusse : ФК Энергетык-БДУ Мінск), est un ancien club biélorusse de football fondé en 1995 et basé à Minsk, la capitale du pays.
Il est affilié à l'Université d'État biélorusse, dont il reprend l'abréviation dans son nom, la Belorousski Gosoudarstvenny Universitet (en russe : Энергетик-Белору́сский госуда́рственный университе́т) ou Belarouski Dziarjawny Universitet (en biélorusse : Энергетык-Белару́скі дзяржа́ўны ўніверсітэ́т).
Il évolue notamment en première division biélorusse de 2002 à 2005. Il fait son retour dans l'élite lors de la saison 2019.

## Historique
- 1995 : fondation du club sous le nom de Zvyazda Minsk. 1997 le club est devenu une division de l'académie militaire de Biélorussie (biélorusse : Ваенная акадэмія, en abrégé "ВА" - "VA")[1].
- 1998 : le club est renommé Zvyazda-VA-BDU Minsk.
- 2005 : le club est renommé Zvyazda-BDU Minsk
- 2017 : le club est renommé Energetik-BDU Minsk
- 2019 : le club termine douzième de la première division tandis que le jeune Ilia Chkourine termine meilleur buteur du championnat avec 19 buts marqués[2].
- 2022 : le club termine vice-champion de Biélorussie tandis que Bobur Abdikholikov (en) termine meilleur buteur du championnat avec 26 buts marqués. Le club se voit finalement retirer le statut de vice-champion à la suite d'un scandale de matchs truqués[3]

## Bilan sportif

### Palmarès
| Compétitions nationales                                                                                        |
| --- |
| - Championnat de Biélorussie D2 - Vice-champion : 2001. - Championnat de Biélorussie D3 (1) - Champion : 1998. |

### Bilan par saison
Légende
- Vice-champion ou finaliste de la compétition
- Promu en division supérieure
- Relégué en division inférieure

| Saison | Championnat | Championnat | Championnat | Championnat | Championnat | Championnat | Championnat | Championnat | Championnat | Championnat | Coupe de Biélorussie |
| Saison | Division    | Pos         | Pts         | J           | V           | N           | D           | BP          | BC          | Diff        | Coupe de Biélorussie |
| ------ | ----------- | ----------- | ----------- | ----------- | ----------- | ----------- | ----------- | ----------- | ----------- | ----------- | -------------------- |
| 1996   | 3e          | 3e          | 55          | 26          | 17          | 4           | 5           | 63          | 24          | +39         | —                    |
| 1997   | 3e          | 4e          | 47          | 26          | 14          | 5           | 7           | 56          | 38          | +18         | —                    |
| 1998   | 3e          | 1er         | 56          | 26          | 18          | 2           | 6           | 67          | 27          | +40         | —                    |
| 1999   | 2e          | 12e         | 33          | 30          | 8           | 9           | 13          | 38          | 57          | -19         | Huitièmes de finale  |
| 2000   | 2e          | 4e          | 52          | 30          | 15          | 7           | 8           | 47          | 35          | +12         | —                    |
| 2001   | 2e          | 2e          | 62          | 28          | 19          | 5           | 4           | 74          | 21          | +53         | Seizièmes de finale  |
| 2002   | 1re         | 12e         | 18          | 26          | 4           | 6           | 16          | 28          | 48          | -20         | Seizièmes de finale  |
| 2003   | 1re         | 12e         | 25          | 30          | 7           | 4           | 19          | 23          | 64          | -41         | Huitièmes de finale  |
| 2004   | 1re         | 13e         | 29          | 30          | 7           | 8           | 15          | 31          | 56          | -25         | Seizièmes de finale  |
| 2005   | 1re         | 13e         | 14          | 26          | 3           | 5           | 18          | 24          | 60          | -36         | Seizièmes de finale  |
| 2006   | 2e          | 12e         | 25          | 26          | 5           | 10          | 11          | 32          | 39          | -7          | Demi-finales         |
| 2007   | 2e          | 14e         | 10          | 26          | 2           | 4           | 20          | 17          | 58          | -41         | Seizièmes de finale  |
| 2008   | 3e          | 4e          | 53          | 30          | 15          | 8           | 7           | 59          | 28          | +31         | Seizièmes de finale  |
| 2009   | 3e          | 7e          | 39          | 26          | 11          | 6           | 9           | 40          | 34          | +6          | Seizièmes de finale  |
| 2010   | 3e          | 5e          | 55          | 34          | 15          | 10          | 9           | 76          | 47          | +29         | Seizièmes de finale  |
| 2011   | 3e          | 8e          | 42          | 30          | 12          | 6           | 12          | 40          | 32          | +8          | 32es de finale       |
| 2012   | 3e          | 7e          | 58          | 36          | 18          | 4           | 14          | 54          | 41          | +13         | 32es de finale       |
| 2013   | 3e          | 3e          | 49          | 24          | 14          | 7           | 3           | 45          | 16          | +29         | Seizièmes de finale  |
| 2014   | 2e          | 9e          | 40          | 30          | 12          | 4           | 14          | 50          | 48          | +2          | Seizièmes de finale  |
| 2015   | 2e          | 10e         | 40          | 30          | 10          | 10          | 10          | 47          | 47          | 0           | Huitièmes de finale  |
| 2016   | 2e          | 10e         | 33          | 26          | 9           | 6           | 11          | 33          | 41          | -8          | 32es de finale       |
| 2017   | 2e          | 6e          | 44          | 30          | 12          | 8           | 10          | 39          | 30          | +9          | Seizièmes de finale  |
| 2018   | 2e          | 2e          | 67          | 28          | 21          | 4           | 3           | 69          | 23          | +46         | 32es de finale       |
| 2019   | 1re         | 12e         | 33          | 30          | 9           | 8           | 13          | 52          | 66          | -14         | Seizièmes de finale  |
| 2020   | 1re         | 10e         | 38          | 30          | 11          | 5           | 14          | 43          | 46          | -3          | Huitièmes de finale  |
| 2021   | 1re         | 13e         | 33          | 30          | 8           | 9           | 13          | 35          | 42          | -7          | Huitièmes de finale  |
| 2022   | 1re         | NC          | 60          | 30          | 18          | 6           | 6           | 50          | 27          | +23         | Huitièmes de finale  |
| 2023   | 1re         | 14e         | 4-20        | 28          | 7           | 6           | 15          | 25          | 42          | -17         | Huitièmes de finale  |
| 2024   | 2e          | 18e         | 19-10       | 34          | 7           | 8           | 19          | 36          | 55          | -19         | Seizièmes de finale  |

## Football féminin

### Palmarès
- Championnat de Biélorussie de football féminin (1) :
  - Champion : 2007.

- Coupe de Biélorussie de football féminin (3) :
  - Vainqueur : 2009, 2010 et 2012.

- Supercoupe de Biélorussie de football féminin (3) :
  - Vainqueur : 2010, 2013 et 2017.